# 青森県住宅供給公社
青森県住宅供給公社（あおもりけんじゅうたくきょうきゅうこうしゃ）は、かつて青森県に存在した地方住宅供給公社である。

## 概要
1958年財団法人青森県住宅協会として発足。地方住宅供給公社法に基づき1966年に青森県住宅供給公社に組織変更。分譲住宅事業及び宅地分譲事業等を行ってきたが、民間住宅や住宅ローン制度が充実したことにより公社の存在意義が薄れ、2009年3月31日をもって解散した。

## 不祥事

### 青森県住宅供給公社巨額横領事件
2001年の税務調査により、職員による横領事件（青森県住宅供給公社巨額横領事件）が発覚。

## 沿革
- 1958年8月30日 - 財団法人青森県住宅協会として発足。
- 1966年3月31日 - 地方住宅供給公社法に基づき、「青森県住宅供給公社」に組織変更。
- 2001年 - 仙台国税局の税務調査をきっかけに横領が発覚（前述）。
- 2004年3月 - 公社解散に係る基本方針が理事会において承認。
- 2004年12月 - 青森県行政改革大綱において青森県住宅供給公社の廃止方針が明記される。
- 2009年3月31日 - 解散。

## 主な宅地

### 青森市
- 戸山住宅団地
- 戸山第二住宅団地
- ベイタウン沖館

### 弘前市
- 安原第二住宅団地
- 城東第五住宅団地

### その他
- 八戸ポートヴィレッジ（八戸市）
- ちとせ住宅団地（黒石市）
- はるにれ住宅団地（五所川原市）
- きづくり・秋桜団地（つがる市）
- 常盤ニュータウン（藤崎町）
- みどり第三住宅団地（鶴田町）